# ساختمان دارایی ماکو
ساختمان دارایی ماکو مربوط به دوره قاجار است و در ماکو، داخل شهر واقع شده و این اثر در تاریخ ۷ مهر ۱۳۸۱ با شمارهٔ ثبت ۶۱۶۰ به‌عنوان یکی از آثار ملی ایران به ثبت رسیده است.